# Église protestante du Pays de Bade
L'Église protestante du Pays de Bade (allemand : Evangelische Landeskirche in Baden; c'est-à-dire aussi l'Église protestante régionale dans le Pays de Bade) est une église protestante unifiée (luthéro-réformée), membre de l'église de l'Église protestante en Allemagne (EKD), et membre de la Conférence des Églises sur le Rhin (depuis 1961), devenu un groupe régional de la Communauté des Églises Protestantes en Europe (CEPE). Son siège, le Conseil supérieur de l’Église protestante (en allemand : Evangelischer Oberkirchenrat, EOK) est situé à Karlsruhe.

## Historique

### La Réforme et ses suites dans le Pays de Bade
En 1556, le margrave de Baden-Durlach introduisit la Réforme luthérienne dans son margraviat. Le margrave, devenu plus tard Grand-Duc de Bade, était donc à la tête de l'église régionale en tant que summus episcopus, unissant sur sa personne le pouvoir politique et le pouvoir ecclésial. Les anciens évêques catholiques n'avaient plus aucun droit. Le margraviat voisin de Baden-Baden introduisit aussi la Réforme mais changea plusieurs fois de côté au cours de l'histoire et demeura finalement catholique après 1622. En 1771, les deux lignées furent réunies pour former le Margraviat de Bade. Le territoire administré au plan ecclésial par la Badische Landeskirche s'agrandit en conséquence, épousant les limites du nouveau margraviat.
En 1803, le Pays de Bade devint électeur impérial et, en 1806, il atteint, sous le nom de Grand-Duché de Bade, sa plus grande expansion territoriale, qui durera jusqu'en 1945. Il intègre de ce fait de nombreuses paroisses luthériennes du Wurtemberg voisin, mais aussi, sur la rive droite du Rhin dans le Palatinat électoral, des paroisses réformées et, surtout dans le sud du Pays de Bade (région de Fribourg), des paroisses catholiques. À partir de 1806, le Grand-Duc est donc à la tête de deux églises protestantes, l'une église luthérienne (comprenant l'ancien margraviat de Bade) et l'autre réformée (comprenant surtout les portions nouvellement acquises du Palatinat Électoral. Le prince électeur, puis le grand-duc Karl Friedrich et son conseiller privé Johann Nicolaus Friedrich Brauer préparèrent l'unification des églises protestantes dès 1803.
Dès 1817, les paroisses ont encouragé l'unification des deux églises. Ce souhait a été pris en compte et, en 1821, les deux Églises régionales ont été réunies pour former l'Église évangélique-protestante unie du Grand-Duché de Bade (Vereinigten Evangelisch-protestantischen Kirche im Großherzogtum Baden). Après l'Église protestante de Prusse de 1817 et l'Église protestante du Palatinat (Pfälzische Landeskirche), elle fut ainsi l'une des premières églises régionales unifiées en Allemagne (Unierte Kirche) et, après le Palatinat, probablement la deuxième église où une union confessionnelle fut réalisée, tandis qu'en Prusse, les deux églises ne furent réunies que par voie administrative, chaque paroisse restant en général fidèle à sa tradition initiale (luthérienne ou réformée). 

### Fondation de l'Église protestante du Pays de Bade
En 1821, l'église protestante du Pays de Bade a été fondée en unissant les églises luthériennes et réformées du Grand-Duché de Bade, d'où son premier nom d'Église évangélique protestante du Grand-Duché du Pays de Bade. Toutes les paroisses de l’église sont des paroisses unifiées, contrairement à certaines autres églises régionales qui ont une partie de leurs paroisses qui sont restées luthériennes, ou réformées, à côté de paroisses unifiées. Cette unification a été faite à l’instigation du roi de Prusse Frédéric-Guillaume III qui avait commencé à unifier les églises luthériennes et calvinistes dans ses territoires à partir de 1817.
Après que le grand-duché fut devenu la République de Bade en 1918 et après la séparation de l'église et de l'état par la Constitution de Weimar en 1919, l'église adopta une nouvelle constitution en décembre 1919, se rebaptisant l'Église évangélique protestante du Land de Baden. (Vereinigte Evangelisch-protestantische Landeskirche Badens). En 1922, l'église comptait 821 000 paroissiens.

### Époque nazie
Des protestants alignés sur le nazisme, dits "chrétiens allemands", issus de la fédération nazie des pasteurs du Pays de Bade fondée en 1931 (NS-Pfarrbund, Gau Baden) ont remporté des sièges de conseiller presbytéraux ou de délégués au synode dès la fin 1932, mais ils étaient encore minoritaires au synode régional (Landessynode’’). Après la prise de pouvoir par les nazis, les délégués synodaux de la tendance libérale (Kirchlich-Liberale Vereinigung, KLV) ont rejoint la faction des chrétiens allemands, de telle sorte que, le 1er juin 1933, une nouvelle majorité dirigée par les chrétiens allemands adopta une nouvelle constitution d’inspiration épiscopalienne, réduisant à peu de chose l’influence du synode régional (Landessynode). En revanche, les nouvelles attributions de l'évêque régional (Landesbischof) intégrèrent la direction spirituelle, législative et exécutive de l'église, une structure typique du culte du chef cher aux nazis, et en contradiction flagrante avec la tradition protestante de démocratie synodale et de collégialité dans l'exécutif.
Cette falsification de la gouvernance de l'église protestante a déclenché le Kirchenkampf (1933-1945) dans le Pays de Bade. Le synode élit le 24 juin 1933 le pasteur Julius Kühlewein, comme nouveau tout-puissant Landesbischof.
Le 23 juillet 1933, jour de la réélection inconstitutionnelle prématurée des synodaux et des pasteurs imposée par Hitler, les chrétiens allemands obtinrent au synode du Pays de Bade une majorité de 32 sièges contre 25 à la seule opposition restante, l'Association ecclésiastique positive (Kirchlich-Positive Vereinigung, KPV), de tendance conservatrice,.
Le 5 avril 1934, différents groupes d’opposition fusionnèrent pour former le Badischer Bekennerbund (l'Alliance confessante du Pays de Bade), branche badoise de l'Église confessante, considérant le corps officiel de l'église comme une église détruite (allemand: zerstörte Kirche). Les représentants de l'Alliance confessante du Pays de Bade ont participé au premier Synode de l’église confessante du Reich (Reichsbekenntnissynode) et ont voté, avec d'autres, la déclaration de Barmen. Avec d'autres opposants restés dans l’église officielle, cette alliance forma le 19 juin 1934 le Conseil régional des Frères (Landesbruderrat), considéré comme la nouvelle direction parallèle de l'église en opposition à l'église officielle dirigée par Kühlewein.
Après avoir sondé les pasteurs de l’Église du Pays de Bade, dont la majorité s’était ralliée aux chrétiens allemands Kühlewein promulgua le 13 juillet la fusion de son église dans la nouvelle église simplifiée du Reich. À la fin de 1934, Kühlewein changea d'avis et annula la fusion, après que la plus grande église protestante régionale d'Allemagne, l'Église protestante de l'ancienne Union prussienne comptant plus de 19 millions de membres, ait été rétablie. En effet, une faction chrétienne vieille-prussienne combattait la direction autoritaire du Landesbischof de l'ancienne Prusse, également chrétien allemand.
Les partisans précédents de Kühlewein se partagèrent alors en deux groupes, ceux qui suivaient sa nouvelle politique et ceux qui restaient ancrés dans l'idéologie des chrétiens allemands. Quand l'évêque du Reich, qui revendiquait la direction de l'église du Pays de Bade dans le cadre de l'église du Reich, rendit visite à ses partisans en Pays de Bade en avril 1935, il fut surtout accueilli par les chefs locaux du parti nazi et les chrétiens allemands, mais complètement ignoré par tout représentant de l'église officielle du Pays de Bade. En mai 1936, lors d'une réunion avec le Gauleiter nazi du Pays de Bade, Kühlewein expliqua que les membres de son église se rattachaient à 50% à l'Église confessante, tandis que 25% étaient indécis et que 25% au plus étaient des « chrétiens allemands » et que sa tâche était de protéger tous les membres de l'église, y compris lorsqu'ils sont attaqués comme des chrétiens confessants subversifs par le gouvernement nazi. Ce changement de comportement et d'opinion a ouvert la voie à la réconciliation entre les confessants du Pays de Bade et l’évêque de l'église officielle. En 1937, Julius Kühlewein rejoignit avec l'église du Pays de Baden le bloc des églises luthériennes dites intactes, qui étaient en dissidence au nazisme, à savoir celles de Bavière, du Hanovre et du Wurtemberg voisin.
Afin de réprimer l'Église confessante du Pays de Bade qui n'était manifestement plus combattue par Kühlewein, le gouvernement du Reich nazi décida de bloquer financièrement les partisans de l’Église confessante. À cette fin, le décret portant le titre anodin de « Loi sur la formation de la richesse dans les Églises protestantes régionales », adopté le 11 mars 1935, fut appliqué à l’église régionale de Prusse, puis à celle du Pays de Bade. Ainsi, toute offrande, toute somme à percevoir, tout paiement effectué par une entité de l'église, étaient soumis à l'approbation des contrôleurs nommés par le gouvernement. Cela provoqua l'indignation des pasteurs, des manifestations publiques, et une protestation acerbe de Kühlewein en soutien des manifestants, mais tout cela fut sans effet.
Après que le gouvernement eut déclaré la guerre à la Pologne et donc déclenché la seconde Guerre mondiale, les membres masculins de l'église confessante ont été appelés préférentiellement pour l'armée. Le ministre nazi des affaires religieuses, Hanns Kerrl, demanda de calmer le ‘’Kirchenkampf’’, puisque la Wehrmacht ne voulait pas avoir affaire aux pasteurs de l'Église confessante pendant la guerre. La Gestapo s'est donc concentrée sur les pasteurs de l'Église confessante, qui n'ont pas été appelées sous les drapeaux. En janvier 1940, poussé par la Wehrmacht, Hitler répéta qu'aucune action de grande envergure contre l'Église confessante ne devait être prise, de sorte que la Gestapo revint à des formes sélectives de répression.

### Évolution après-guerre
Lors du premier synode convoqué après la seconde guerre mondiale, en novembre 1945, Julius Kühlewein démissionna et Julius Bender, issu de l'Église confessante, fut élu évêque régional. Après la guerre, un mouvement s'est développé au sein de plusieurs églises protestantes régionales pour promouvoir des changements constitutionnels tirant des leçons de la vulnérabilité de leurs églises et de leur personnel face à la pression de l’État. La démocratie synodale a été renforcée et la séparation de la l’église et de l'État a été soulignée par le changement de nom des églises, en supprimant le lien d’identification entre une église et un territoire. Ainsi, le 1er juillet 1957, le nom actuel « Église protestante régionale en Pays de Bade » remplaça l'ancienne dénomination « Église protestante évangélique unie régionale du Pays de Bade ».